# Swindon (Staffordshire)
Swindon – wieś w Anglii, w hrabstwie Staffordshire, w dystrykcie South Staffordshire. Leży 34 km na południe od miasta Stafford i 181 km na północny zachód od Londynu. W 2004 miejscowość liczyła 1361 mieszkańców.